# Contro (Tropico)
Contro è un singolo del cantautore italiano Tropico, pubblicato il 31 gennaio 2020.

## Descrizione
Il brano vede la partecipazione vocale del rapper CoCo.

## Video musicale
Il video, diretto da Megan Stancanelli, è stato reso disponibile il 17 febbraio 2020 attraverso il canale YouTube del cantautore.

## Tracce
Testi di Davide Petrella e Corrado Migliaro, musiche di Rosario Castagnola e Sarah Startuffo.
1. Contro – 3:27